# Zalesianka (dopływ Wieprza)
Zalesianka (także: Zaleśnianka) – struga przepływająca przez gminy Ryki i Ułęż, prawobrzeżny dopływ Wieprza.

## Przebieg
Rzeka wypływa w Nowej Dąbii, a do Wieprza wpada we wsi Sarny. We wsi Zalesie Zalesianka zmienia kierunek z wschodniego na południowo-zachodni. Następnie płynie przez skraj Lasu Postoła i potem wpływa do Ryk, gdzie zmienia kierunek na południowo-wschodni i przyjmuje kilka bezimiennych dopływów. Po przyjęciu trzeciego z dopływów wpływa do stawu zwanego Stawem Skalskiego. Później po przepłynięciu około 200 m wpływa do kolejnego stawu o nazwie Buksa. Po wypłynięciu z Buksy wpada do następnego stawu – Bogusze. Następnie 2 km dalej przyjmuje dopływ z okolic Leopoldowa, a następnie wpływa do stawu we wsi Chrustne. Tuż przed ujściem Zalesianka zasila następny staw i około 1 kilometr dalej uchodzi do Wieprza. Jakość wody w Zalesiance w 2006 roku odpowiadała 3 klasie czystości.

## Miejscowości nad Zalesianką
- Nowa Dąbia
- Zalesie
- Ryki
- Chrustne
- Moszczanka
- Sierskowola
- Sarny